# Ghelamco Arena
Ghelamco Arena (jiným názvem Arteveldstadion) je fotbalový stadion v belgickém městě Gent. Své domácí zápasy na něm hraje klub KAA Gent, jehož předchozím domácím stánkem byl Jules Ottenstadion.
Otevřen byl 17. července 2013 přátelským zápasem mezi KAA Gent a německým týmem VfB Stuttgart (výhra Gentu 2:0). Stal se tak prvním nově zbudovaným fotbalovým stadionem v Belgii od roku 1974, kdy byl postaven Olympiastadion v Bruggách.
Jeho kapacita je 20 000 míst.